# Листоед фиолетовый
Листоед фиолетовый (лат. Chrysolina sturmi) — вид жуков из подсемейства хризомелин (Chrysomelinae) семейства листоедов. Вид распространён в Европе, на Кавказе, в Сибири и Восточном Казахстане. Жуки особенно часто встречается на засушливых травянистых полях, однако их можно встретить и в сырых местностях. Кормовыми растениями являются представители следующих семейств: мареновых (подмаренник), яснотковых (будра), норичниковых (льнянка).

## Систематика
В синонимику вида входят следующие названия:
- Chrysomela diversipes (Bedel, 1892)[2][7]
- Chrysomela fuscipes Gmelin, 1790[2]
- Chrysomela göttingensis Linnaeus, 1761 nec 1758[7]
- Chrysomela göttingensis var. sturmi Westhoff, 1882[7]
- Chrysomela goettingensis Linnaeus, 1761 nec Linnaeus, 1758[2]
- Chrysolina sturmi diversipes (Bedel, 1892)[8]
- Chrysomela violacea Weise, 1916 auct. nec Müller, 1776[2][7]

Известно три подвида:
- Chrysolina sturmi diversipes (Bedel, 1892) — Восточная Европа, Сибирь и Казахстан;
- Chrysolina sturmi polonica (Weise, 1884) — Украина;
- Chrysolina sturmi sturmi (Westhoff, 1882) — Западная Европа.